# Острів Сміта (Японія)
О́стрів Смі́та або Ске́ля Смі́та (яп. 須美寿島, すみすじま, МФА: [sumʲisud͡ʑima]) — безлюдний острів вулканічного походження в західній частині Тихого океану. Складова групи островів Ідзу, один з малих островів групи. Належить області Хатідзьо префектури Токіо, Японія. Не підпорядкований жодному населеному пункту області. Розташований між скелями Байонез та островом Торісіма. Станом на 2007 рік площа острова становила 0,02 км. Має вигляд скелі, що виглядає з морської поверхні. Найвища точка — висотою 136 м. Місце підводної вулканічної активності.

## Галерея

Острів Сміта на карті островів Ідзу